# 20537 Sandraderosa
20537 Sandraderosa è un asteroide della fascia principale. Scoperto nel 1999, presenta un'orbita caratterizzata da un semiasse maggiore pari a 2,3114688 UA e da un'eccentricità di 0,0532868, inclinata di 7,07065° rispetto all'eclittica.